# Сосновий Бор (Ковилкінський район)
Сосно́вий Бор (рос. Сосновый Бор, ерз. Сосновый Бор) — селище у складі Ковилкінського району Мордовії, Росія. Входить до складу Ковилкінського міського поселення.
Населення — 40 осіб (2010; 53 у 2002).
Національний склад станом на 2002 рік:
- росіяни — 83 %